# Achim Kilian
Achim Kilian (* 31. Dezember 1926 in Oelsnitz/Vogtl.; † 4. Oktober 2002 in Weinheim) war ein deutscher Diplom-Kaufmann und Autor. Als Jugendlicher für mehrere Jahre selbst im Speziallager Nr. 1 Mühlberg inhaftiert, verfasste er in späteren Jahren umfassende historische Beiträge zur Geschichte der Kriegsgefangenenlager und der sowjetischen Speziallager.

## Leben
Kilian wuchs als Sohn eines Stickereibesitzers in Oelsnitz/Vogtl. auf. Neben der Schule war Kilian Jungzugführer beim Deutschen Jungvolk. Im Juni 1944 wurde Kilian zur Wehrmacht eingezogen, wo er sich freiwillig zur Sturmartillerie gemeldet hatte. Zum Kampfeinsatz kam er nicht mehr, stattdessen wurde er am 8. Mai 1945 in der Nähe von Wien von den Amerikanern gefangen genommen und am 31. Mai 1945 nach Hause entlassen.
Am 24. Juli 1945 wurde Kilian in Oelsnitz von einem deutschen Polizisten verhaftet und der sowjetischen Geheimpolizei des NKWD übergeben. Im August 1945 verlegte ihn das NKWD mit dem Haftvorwurf „Städtischer Führer der faschistischen Jugendorganisation HJ“ zunächst ins Gerichtsgefängnis Zwickau und dann ins Speziallager Nr. 4 Bautzen. Am 7. Oktober 1945 erfolgte der Transport ins Speziallager Nr. 1 Mühlberg. Erst im August 1948 wurde Kilian aus dem Speziallager entlassen.
Im Februar 1949 flüchtete Kilian aus der SBZ und begann ein Wirtschaftsstudium an der Technischen Hochschule Stuttgart. 1950 wechselte er für ein Jahr zur University of Arkansas in Fayetteville und beendete sein Studium 1953 an der Wirtschaftshochschule Mannheim. Seit 1964 wohnte Kilian in Weinheim und arbeitete für die Rheinelektra AG, zuletzt bis 1986 als Geschäftsführer der Elektrohof GmbH in Groß-Rohrheim.
Nach dem politischen Umbruch in der DDR begann Kilian, sich intensiv mit der Geschichte des Speziallagers Mühlberg auseinanderzusetzen. Ein wichtiger Anstoß für ihn war eine 1990 von Peter Jochen Winters verfasste ganzseitige Darstellung seines Schicksals in der FAZ. Mit der Unterstützung des Historikers Hermann Weber gelang es Kilian innerhalb kurzer Zeit, wissenschaftlich fundierte Untersuchungen zum sowjetischen Speziallagersystem vorzulegen und von der Wissenschaft als Fachmann auf diesem Gebiet anerkannt zu werden. In wenigen Jahren erweiterte er sein Arbeitsgebiet auf die Geschichte der deutschen Kriegsgefangenenlager, so dass seine Schriften schließlich auch international Aufmerksamkeit fanden. Kilian war einer der Gutachter für die Enquete-Kommission „Überwindung der Folgen der SED-Diktatur im Prozeß der deutschen Einheit“ in der 13. Wahlperiode des Deutschen Bundestages. Kurz vor Kilians Tod 2002 erschien noch einmal eine Gesamtdarstellung des Lagers Mühlberg mit seiner „doppelten“ Geschichte von 1939 bis 1948. Günther Heydemann äußerte zu dem Buch: „Die Leistung, als ehemaliger Gefangener über die Stätte der eigenen Leiden, vor allem aber auch so vieler Anderer ein Buch, noch dazu eine Gesamtdarstellung verfaßt zu haben, kann kaum hoch genug eingeschätzt werden.“ Die Initiativgruppe Lager Mühlberg widmete Achim Kilian nach seinem Tod eine umfangreiche Würdigung.

## Schriften
- Einzuweisen zur völligen Isolierung. NKWD-Speziallager Mühlberg/Elbe 1945–1948. Forum-Verlag, 1992.
- Die „Mühlberg-Akten“ im Zusammenhang mit dem System der Speziallager des NKWD der UdSSR. In: Deutschland Archiv, Zeitschrift für das vereinigte Deutschland 26(10), 1993, S. 1138–1158.
- „Brauchbar für Arbeiten unter Tage“: der MWD-Befehl Nr. 001196-1946. In: Jahrbuch für Historische Kommunismusforschung, 1994.
- Verschollen in Deutschland seit 1945, 1946, 1947 … Über den Umgang mit Toten stalinistischer „Gewahrsame“. In: Deutschland Archiv 28(9), 1995, S. 936–947.
- Stalins Prophylaxe. Maßnahmen der sowjetischen Sicherheitsorgane im besetzten Deutschland. In: Deutschland Archiv: Zeitschrift für das vereinigte Deutschland. 30(4), 1997, 531–564.
- Kriegsgefangenenzentrale Torgau. Mannschaftsstammlager IV D und die Spitze des Kriegsgefangenenwesens der Wehrmacht 1941–1944/45. In: Das Torgau-Tabu: Wehrmachtstrafsystem, NKWD-Speziallager, DDR-Strafvollzug, Forum-Verlag, 1998, S. 79 ff.
- „From Special Camp No. 1 to U.S.“: Jugendjahre zwischen Vogtland, Mühlberg und Arkansas. Autobiographie, Stiftung Sächsische Gedenkstätten zur Erinnerung an die Opfer Politischer Gewaltherrschaft, 1998.
- Deutsche und russische Kriegsgefangene vor und nach 1945. Eine deutsch-russische Archivtagung des HAIT. In: Deutschland Archiv, 31, 1998, S. 104–108.
- Die Häftlinge in den sowjetischen Speziallagern der Jahre 1945–1950. In: Materialien der Enquete-Kommission des Deutschen Bundestages. „Überwindung der Folgen der SED-Diktatur im Prozeß der deutschen Einheit“. Nomos Verlagsgesellschaft, 1999.
- Mühlberg 1938–1948: Ein Gefangenenlager mitten in Deutschland. Böhlau, 2001.[11]
- Gedanken zu Mühlberg. Initiativgruppe Lager Mühlberg, 2001.
- Vom Massenschicksal zum individuellen Schicksal sowjetischer Kriegsgefangener im Deutschen Reich 1941–1945. Deutschland-Archiv 05/2001.